# 臀肉事件
臀肉事件（でんにくじけん）、あるいは野口男三郎事件（のぐちおさぶろうじけん）とは、1902年（明治35年）3月27日、東京府東京市麹町区下二番町（現在の東京都千代田区二番町）で発生した、少年が何者かに殺され尻の肉を切り取られた未解決殺人事件である。野口男三郎はこの少年殺害と他2件（義兄の野口寧斎殺害、薬局主人殺害）の容疑者で、裁判の結果、少年と義兄殺しについては証拠不十分で無罪とされたが、薬局主人殺し（及び文書偽造）で有罪となり、死刑に処された。

## 事件の概要

### 臀肉事件の発生
1902年（明治35年）3月27日午後10時過ぎ、東京府麹町区下二番町六丁目五十九番地の路地裏において、近所に住んでいた少年の河合荘亮（当時11歳）が、両眼をえぐり取られ、臀部の肉2斤（約1.2kg）が剥ぎ取られている無惨な姿で殺されているのを付近の住民によって発見された。事件が発生した地域を管轄する麹町警察署が捜査にあたったが、目撃証言がなかったこともあり、容疑者の手掛かりを見つけるに至らなかった。

### 被疑者の逮捕
事件発生の3年後となる1905年（明治38年）5月24日、麹町区四丁目八番地に所在する薬店の店主である都築富五郎が何者かに電話で誘い出されたまま帰らず、東京府豊多摩郡代々幡村代々木の山林において、縊死体となっているのが発見された。
麹町警察署は、同薬店に度々出入りしていた野口男三郎に注目し、その後の捜査の結果、先の少年の臀肉が切り取られた事件の真犯人ではないかと考え、同年5月29日、甲武鉄道飯田町駅において、野口男三郎を逮捕した。
薬店主殺害事件の少し前の5月12日に男三郎の妻の兄である漢詩人の野口寧斎が急死しており、その殺害も疑われた。

### 野口男三郎
野口男三郎（旧姓、武林男三郎、1880-1908）は、大阪府大阪市西区新町南通の衡器製造業武林祐橘の三男で、市内に所在するキリスト教聖公会系の英語学校「高等英学校」（現・私立桃山学院）に進学した。その在学中、学友だった又木亭三とその実母キクの支援を受け、1886年（明治29年）4月頃、亭三を伴い上京し、亭三の叔父（キクの弟）である動物学者の石川千代松宅に寄宿した。機知に富む野口の才弁と柔和な性格から、寄宿先の家人からの信用は高かったといわれている。
男三郎の信用は近所でも評判となっており、寄宿先の近所に住む詩人野口寧斎の実妹であるソエもその一人であったとされる。ソエは6歳下の男三郎と交際を重ね、その後、両人は寧斎を説得し、1901年（明治34年）から野口寧斎宅での同居を始めたとされている。1904年（明治37年）7月、ソエとの間に、長女である君子を儲けた。
男三郎が通っていた高等英学校の教師であり、上京後も、日本聖公会東京聖パウロ教会青年用寄宿舎兼伝道所の「弗蝋館」で1年ほど起居をともにしていた本田増次郎は、東京外国語学校ロシア語科に通いはじめた男三郎のことを次のように書いている。「絶えず神経衰弱の症状を訴え、その結果授業もさぼるようになった。健康を取り戻すため柔道を嘉納（治五郎）師範の講道館で稽古したいと希望したので、私が推薦してやって入門が許可された。自分が喜ばせたいと思う少数の人物に対しては非常に親切で思いやりもあったが、本質的には過度に利己的かつ軟弱であり、宿泊所の少年たちと円滑な付き合いをすることは出来なかった。そこで同じ市内の、以前からの知り合いであり、又わざわざ遠方まで出かけてオオサンショウウオ収集の手伝いまでしていた、ある著名な植物学者（石川千代松のこと）の家に下宿することになった」。また、逮捕後の様子については、「大阪で嘗て個人指導したことがあったプライス主教が会いに行き、全てを告白し、受洗はしないにしても、神と良心に導かれて安らかに死を受け入れるよう説得した。しかし、他の極悪非道の罪をいくつか白状したものの、最後まで改悛しないままに終始した」と書いている。
獄中で交流のあった大杉栄は、「男三郎は獄中の被告人仲間の間でもすこぶる不評判だった。典獄はじめいろんな役人どもにしきりに胡麻をすって、そのお蔭でだいぶ可愛がられて、死刑の執行が延び延びになっているのもそのためだなぞという話だった。（略）僕なぞと親しくしたのも、一つは、自分を世間に吹聴して貰いたいからであったかも知れない。現にそんな意味の手紙を一、二度獄中で貰った。その連れになっていた同志にもいつもそんな意味のことを言っていたそうだ。要するにごく気の弱い男なんだ。その女の寧斎の娘のことや子供のことなぞを話す時には、いつも本当に涙ぐんでいた。（略）寧斎殺しの方は証拠不十分で無罪になったとか言って非常に喜んでいたことがあった。また、本当か嘘か知らないが、薬屋殺しの方は別に共犯者があってその男が手を下したのだが、うまく無事に助かっているので、その男が毎日の食事の差入れや弁護士の世話をしてくれているのだとも話していた」と書いている。

### 三件の殺人事件と余罪の自供
逮捕後、男三郎は、最初の殺人事件である臀肉切取事件と逮捕の決め手となった薬店店主殺害事件を自白し、また、第三の殺人事件として、1905年（明治38年）5月12日に突然死した男三郎の義兄である野口寧斎の殺害と余罪としての卒業証書の偽造を行ったと自白した。
被告人の供述調書および起訴理由書の記述から、一連の事件の経緯と年表を以下に記載する。
| 時期                           | 出来事・事件                                                            |
| ------------------------------ | ----------------------------------------------------------------------- |
| 1899年（明治32年）9月頃        | 野口男三郎、東京外国語学校露語学科に入学                                |
| 1901年（明治33年）             | 野口男三郎、野口寧斎宅にて実妹サエと同居を始める(本人は1902年3月と主張) |
| 1902年（明治34年）3月27日      | 野口男三郎、麹町区下二番町で河合荘亮を殺害?                             |
| 同年9月頃                      | 野口男三郎、東京外国語学校露語学科を退学、周囲には在学との虚言          |
| 1903年（明治35年）7月から8月頃 | 野口男三郎、東京外国語学校の卒業証書用紙を詐取、偽造?                   |
| 1904年（明治36年）7月頃        | 野口男三郎、内妻サエとの間に、長女君子をもうける                        |
| 同年12月頃                     | 野口男三郎、義兄寧斎と婚前契約を巡り対立、野口家を出奔                  |
| 1905年（明治37年）5月12日      | 義兄野口寧斎が突然死（野口男三郎が殺害?）                               |
| 同年5月24日                    | 野口男三郎、麹町区四丁目で薬店店主都築富五郎を殺害?                     |

#### 第一の殺人事件 臀肉事件
1901年（明治34年）から、野口男三郎は、義兄の野口寧斎宅で寧斎の実妹サエと同居を始めたが、寧斎との関係は必ずしも良好なものではなかった。同居は許されたものの、男三郎は寧斎に信用されていないのではないかと推していた。また、寧斎は、当時「業病」「不治の病」と称されたハンセン病を患っており、男三郎は献身的な看護をしつつもサエに感染するのではないかという疑念を抱いていた。
男三郎はサエとの結婚のため、寧斎との関係を円満なものとすると同時にサエへのハンセン病伝染を防ごうとその治療法を求めるようになった。彼はハンセン病の治療に人肉が有効だという俗信を信じ、近所の児童を殺害し人肉を採取して寧斎に与えようと決意した。
1902年（明治35年）3月27日午後10時過ぎ、男三郎は、砂糖を購入し帰宅途中であった河合荘亮（当時11歳）の背後から近づき、被害者の顔面部を自身の身体に圧迫して窒息死させた。被害者の死亡後、犯行現場近くの空き地で、事前に準備した洋刀を用いて被害者の顔面中央部を刺し、次に左右臀部から長さ6寸（約18cm）、幅4寸5分（約13cm）ほどの筋肉組織を剥ぎ取った。目的の臀肉を採取した後、自身の手指で被害者の両眼から眼球をえぐり取った。犯行は日付をまたいだ。
29日、京橋区金六町の商店で陶製の鍋と坩堝（るつぼ）を購入し、同区木挽町の貸ボート屋から一艘の手漕ぎ船を借り受けた。浜離宮付近の海上で、あらかじめ用意した木炭で火を起こして臀肉からエキスを抽出し、残余物は海中へ投棄した。帰途、赤坂区一ツ木町の商店で鶏肉のスープを購入し自身が作った臀肉のエキスと合わせ、これを寧斎に食べるよう薦めた。

#### 卒業証書偽造事件
1899年（明治32年）9月頃、男三郎は東京外国語学校ロシア語学科に入学した。在学3年間の各年度の試験が不合格であったため1902年（明治35年）9月頃には退学を余儀なくされたが、野口サエとの結婚を認めてもらうために在学中だと詐称した。
1903年（明治36年）7月から8月頃、東京外国語学校の卒業証書を印刷する明治商会の印刷所から卒業証書用紙を入手し、当時東京外国語学校校長であった文学博士高楠順次郎名義の7月6日付卒業証書一葉、ドイツ語修了証書一葉、経済学修了証書一葉を偽造した。
同年9月1日、偽造した卒業証書等の書類を同居する野口寧斎に提示し、さらに大阪にある実家へ送付した。

#### 第二の殺人事件 野口寧斎殺害事件
1904年（明治37年）7月、内縁関係にあった男三郎の内妻サエは、長女君子を出産した。しかし、同年12月頃、男三郎は、義兄寧斎との間に交わした財産処分の制限や義兄との同居義務を定めた婚前契約を巡り、争論となり、野口家を出奔した。
1905年（明治38年）5月3日、男三郎はサエとの復縁を望みながら、知人宅を転々とする生活を送っていたが、サエからの言伝によって、長女君子が義兄寧斎の下、厳しい検束に置かれており、将来、家族と寝食をともにすることは難しいだろうという状況を伝え聞いた。熟慮の結果、義兄寧斎を殺害するしか方法はないと思い立った男三郎は、麹町区三番町の薬局店で硝酸ストリキニーネを購入し、妻サエに薬と称して義兄寧斎に飲用させるよう謀ったが、失敗した。
5月11日午後11時頃、野口家の家人らが就寝していることを確認した男三郎は、翌12日午前1時頃、ストリキニーネを携帯して野口宅に侵入し、義兄である野口寧斎の寝室に忍び入った。寧斎が持病のため抵抗できない状態であることに乗じて、寧斎の寝着を掴み、足を持って胸部を圧迫して、窒息死させた。

#### 第三の殺人事件 薬店店主殺害事件
義兄寧斎の死後、妻サエとの復縁を妻方の親戚に求めたが無碍にされてしまった。男三郎は、未だ無職であることが妨げになっていると考え、野口家に対して、自分は満州において通訳官として拝命されたとの詐術を用い、実際に満州の地へ向かおうと試みた。しかし、旅費の不足から断念せざるを得なくなったため、近所に住む薬店店主都築富五郎は、耳が不自由であり、かつ抜け目ないことを伝え聞き、架空の投資話を以って、都築から金銭を騙し取ろうと考えた。
1905年（明治38年）5月14日午後2時頃、男三郎から架空の投資話を聞いた都築は、取引先の銀行から預金350円を引き出し、自宅に帰宅した。同日午後5時頃、男三郎から都築を呼び出す電話がかかり、共に、東京市街鉄道青山線を経由して、東京府豊多摩郡代々木の徳大寺邸付近を移動する途中、突如、男三郎は都築の頸部を圧迫し、窒息死させた。

## 刑事裁判

### 予審
予審の終了によって、野口男三郎は東京地方裁判所において、公判に付されることが決定され、被疑者が刑事裁判を受けるべき理由が記載された起訴理由書が作成された。予審判事の決定により、野口男三郎は、第一の殺人事件である臀肉事件における河合荘亮の殺害、及び第二の殺人事件である義兄野口寧斎の殺害について、旧刑法292条（謀殺罪）が定める2件の謀殺既遂罪、第三の殺人事件である薬店店主都築富五郎の殺害について、旧刑法第380条（強盗傷害及び同殺人罪）が定める1件の強盗殺人既遂罪、余罪の東京外国語学校卒業証書偽造について、旧刑法195条（官署印偽造及び同行使罪）、203条（官文書偽造罪）206条（官印偽造罪）に該当するとした。

### 公判

#### 判決
1906年（明治39年）5月15日、公判が開かれた東京地方裁判所における最終審理の結果、被告人野口男三郎に、第一の殺人事件である臀肉事件、及び第二の殺人事件である義兄野口寧斎殺害事件の2件の謀殺既遂について、証拠不十分として無罪を言い渡し、第三の殺人事件である薬店店主都築富五郎の殺害の1件の強盗殺人、及び余罪の卒業証書偽造について、有罪であるとの判決を下した。
野口男三郎が、臀肉事件及び義兄野口寧斎殺しに関して無罪を勝ち取った理由として、男三郎の弁護士を務めた花井卓蔵の情熱と理知を兼ね備えた弁護方法の功績のためと指摘する意見のほかに、野口男三郎の取調べにおいて、警察が拷問を行った疑念が指摘されたためとする意見がある。また公判中、男三郎の訴訟代理人を務めた花井卓蔵は、検察が提示した証拠と証人の証言の矛盾を指摘している。

## その後
強盗殺人罪と官文書偽造罪によって有罪を宣告された野口男三郎は、死刑の宣告を受け、1908年（明治41年）7月2日、市ヶ谷監獄にて、絞首による死刑が執行された。享年は28。

## 反響
新聞は連日、この特異な事件をセンセーショナルに書きたてた。当時流行していた「美しき天然 (唱歌)」のメロディに、男三郎が獄中で書いた詩をつけた替え唄を演歌師が歌ったところ『男三郎の唄』と呼ばれて一世を風靡した。
経営難に陥っていた国木田独歩の出版社「独歩社」は、とにかく何か売れるものをと男三郎の告白手記『獄中之告白』を1906年に出版し、際物出版に手を染めた。男三郎は取り調べで自白したものの裁判が始まると臀肉事件と義兄殺しについては無罪を主張し、一審判決後上告していた。独歩社の社員だった窪田空穂は、「売れる本」を探していた独歩に提案し、新聞記者時代の元同僚で、男三郎の弁護士花井卓蔵とも親しい沢田撫松の編集で出版に漕ぎつけた。